# Ай-Вунтъюган
Ай-Вунтъюган (устар. Ай-Вунт-Юган) — река в России, протекает в Ханты-Мансийском АО. Устье реки находится в 24 км по правому берегу реки Ун-Вунтъюган. Длина реки составляет 13 км. В 5 км от устья по левому берегу впадает река Нёромсоим.

## Данные водного реестра
По данным государственного водного реестра России относится к Нижнеобскому бассейновому округу, водохозяйственный участок реки — Обь от впадения Иртыша до впадения реки Северная Сосьва, речной подбассейн реки — бассейны притока Оби от Иртыша до впадения Северной Сосьвы. Речной бассейн реки — (Нижняя) Обь от впадения Иртыша.
Код объекта в государственном водном реестре — 15020100112115300021187.